# Volga (etapa de cohete)
La Volga (en ruso: Волга; índice GRAU 14S46; también designada como 141KS), es una etapa superior de cohete diseñada en Rusia por la empresa TsSKB-Progress.

## Características
Se utiliza en los cohetes Soyuz-2.1a y Soyuz-2-1v para insertar cargas útiles en órbita heliosincrona. Se deriva del módulo de propulsión de los satélites espía Yantar y está estrechamente relacionada con la etapa superior retirada Ikar. Utiliza un motor 17D64 de KB Melnikov con un empuje de 2,94 kN y un impulso específico de 307 s.

## Lanzamientos
| Fecha                   | Lanzador   | Carga útil          | Cosmódromo |
| ----------------------- | ---------- | ------------------- | ---------- |
| 28 de diciembre de 2013 | Soyuz 2.1b | Aist 1              | Plesetsk   |
| 5 de diciembre de 2015  | Soyuz 2.1b | Kanopus-ST / KYuA-1 | Plesetsk   |
| 28 de abril de 2016     | Soyuz 2.1a | Lomonosov / Aist 2  | Vostochni  |
| 23 de junio de 2017     | Soyuz 2.1b | Kosmos 2519         | Plesetsk   |
| 10 de julio de 2019     | Soyuz 2.1b | -                   | Plesetsk   |
| 25 de noviembre de 2019 | Soyuz 2.1b | -                   | Plesetsk   |